# Carpooling
Carpooling, car-pooling – współdzielenie przejazdów (np: do pracy); system upodobniający i dostosowujący samochód osobowy do transportu zbiorowego. Polega na zwiększaniu liczby pasażerów w czasie przejazdu samochodem, głównie poprzez kojarzenie osób dojeżdżających do pracy lub nauki na tych samych trasach. Jest rozwijany w sytuacjach, gdy ze względu na małe natężenie ruchu nieopłacalne jest uruchamianie linii zorganizowanego transportu zbiorowego.
Funkcjonuje w oparciu o społecznościowe portale internetowe lub tablice informacyjne w miejscu pracy.

## Zasady działania
Użytkownicy systemu grupowych dojazdów oferują przejazdy własnym samochodem oraz zadają zapytania o wolne miejsca w samochodzie innego użytkownika. Następnie rezerwują miejsca, ustalają czas i miejsce spotkania, podział kosztów podróży oraz np. dostępność miejsca na bagaż, możliwość zabrania ze sobą kota lub psa czy palenia papierosów itp. Następnie spotykają się w uzgodnionym dniu, w umówionym miejscu i wspólnie odbywają podróż.
Umawiane przejazdy nie muszą dotyczyć nieznających się wzajemnie osób – regularne wspólne dojazdy ze znajomymi na uczelnię, do pracy czy powroty tym samym samochodem z imprez, dojazdy na koncerty, festiwale to także carpooling. Grupowe dojazdy nie zawsze dotyczą całej podróży. Szczególnie w przypadku długich tras bywa, że pasażerowie towarzyszą kierowcy tylko na konkretnych odcinkach, a ich udział w kosztach obliczany jest na podstawie liczby przejechanych kilometrów.
Systemy grupowych dojazdów rozwijają się poprzez m.in.
- serwisy internetowe dedykowane użytkownikom grupowych dojazdów
- portale społecznościowe
- portale ogłoszeniowe
- za pośrednictwem aplikacji mobilnych (Android, iPhone)
- fora dyskusyjne
- tablice ogłoszeń (np. w biurowcach, na uczelniach)
- w sieciach intranetowych przedsiębiorstw

## Rodzaje grupowych dojazdów
Wyróżnia się trzy kategorie grupowych dojazdów:
- grupowe dojazdy codzienne (dojazdy do pracy, na uczelnię)
- grupowe dojazdy cykliczne (przejazdy powtarzające się o stałej częstotliwości)
- grupowe dojazdy epizodyczne[2].

## Historia

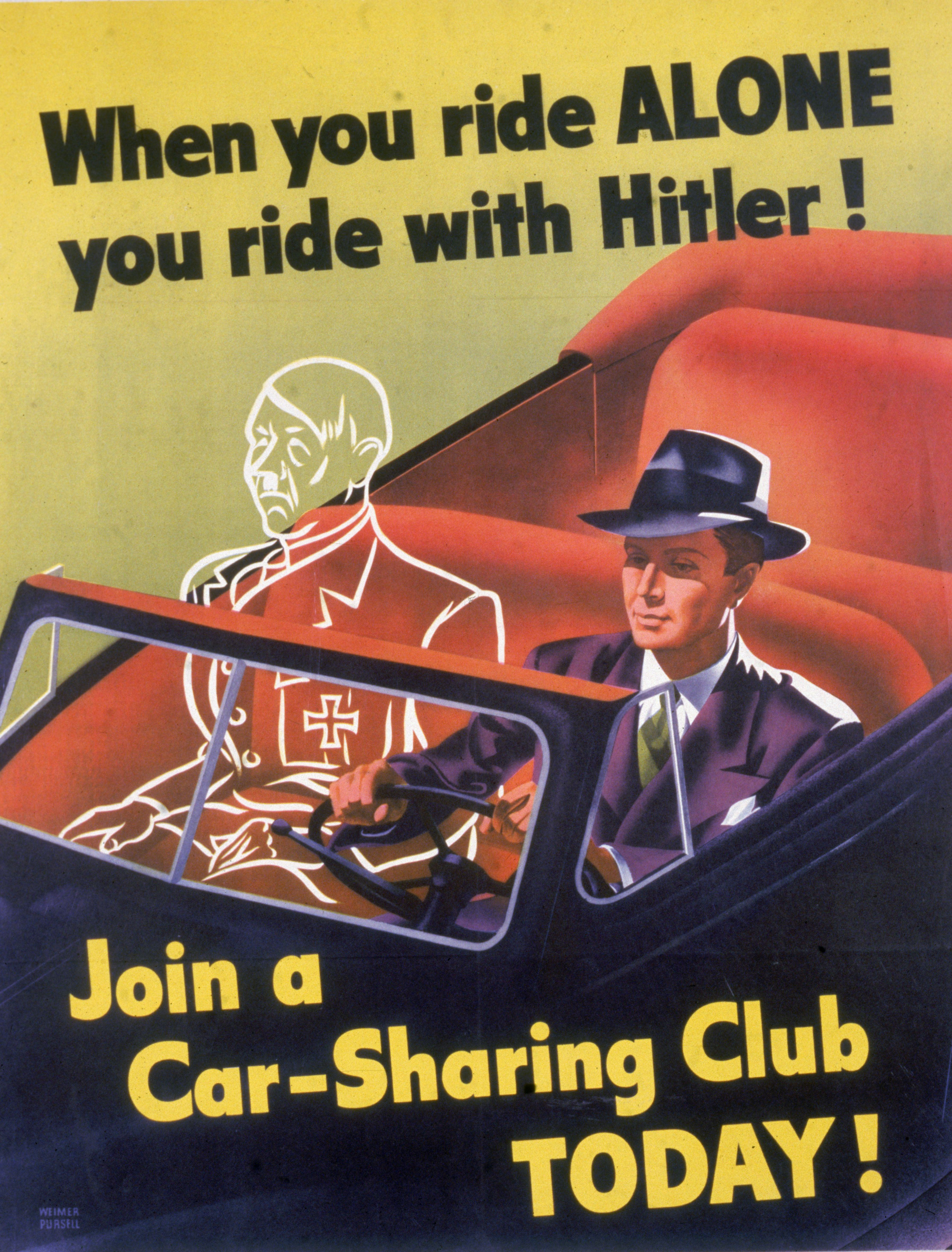
Plakat promujący wspólne korzystanie z samochodu w Stanach Zjednoczonych podczas II wojny światowej: „Kiedy jedziesz sam, jedziesz z Hitlerem. Przyłącz się dziś do klubu wspólnych przejazdów”

Idea carpoolingu narodziła się w Stanach Zjednoczonych podczas II wojny światowej, kiedy to rząd zachęcał Amerykanów do grupowego podróżowania w celu zmniejszenia zużycia benzyny w transporcie indywidualnym. Pomysł odrodził się podczas kryzysu naftowego w latach 70.
Ponowny wzrost zainteresowania grupowymi dojazdami wywołały zmiany klimatyczne, wzrost emisji dwutlenku węgla, popularyzacja idei zrównoważonego rozwoju, a także wzrost ilości pojazdów i natężenia ruchu drogowego.
W niektórych krajach potrzeba redukcji zanieczyszczeń powodowanych przez transport samochodowy zaowocowała zmianami w organizacji ruchu drogowego. W Stanach Zjednoczonych można spotkać specjalnie wydzielone pasy dla samochodów przewożących co najmniej 2-3 osoby, tzw. pasy HOV (ang. high-occupancy vehicle). W Europie Zachodniej natomiast coraz częściej wydzielane są dla nich specjalne miejsca parkingowe. Tamtejsze lokalne władze uznają carpooling za ważny element polityki zrównoważonego transportu oraz organizują i wspierają wszelkie inicjatywy popularyzujące „wypełnianie aut”. Od roku 2006 funkcjonuje, najpierw we Francji, potem w kolejnych krajach europejskich (również w Polsce), a od 2014 także w niektórych poza Europą (Turcja, Indie, Meksyk, Brazylia) serwis BlaBlaCar przeznaczony dla podróżujących na dystansach międzymiastowych. Podobny serwis funkcjonujący w Polsce to „Jedziemy razem”.
Obecnie, ze względu na konieczność ograniczenia szkodliwego oddziaływania masowego korzystania z transportu indywidualnego, także w miastach, promuje się wspólne użytkowanie samochodów w dojazdach do pracy, szkoły itp., a w najbardziej progresywnych – nawet wspólne posiadanie samochodu np. przez sąsiadów.

## Zalety grupowych dojazdów
Korzyści dla miasta:
- malejące koszty inwestycyjne poprzez zmniejszenie popytu na miejsca parkingowe, szczególnie w centrach miast oraz remonty nawierzchni ulic
- zmniejszenie natężenia ruchu poprzez minimalizowanie liczby przejazdów na istniejącej sieci drogowej zamiast ponoszenia wydatków na zwiększanie ich przepustowości
- uzupełnienie dla komunikacji zbiorowej, która nie obsługuje wszystkich zakątków miasta.

Korzyści dla użytkowników:
- zmniejszenie wydatków na podróżowanie (wspólnie podróżujące osoby, dzieląc się kosztami, jak paliwo, opłaty parkingowe, autostradowe, wypożyczenie samochodu, zmniejszają swoje wydatki związane z przejazdem)
- skrócenie czasu podróży, szczególnie w przypadku istnienia specjalnych pasów ruchu (HOV)
- możliwość podróżowania dla osób, których nie stać na zakup lub utrzymanie samochodu
- nawiązywanie nowych znajomości oraz uatrakcyjnienie czasu podróży.

Korzyści dla środowiska i lokalnych społeczeństw:
- zmniejszenie zanieczyszczenia powietrza
- ograniczenie hałasu komunikacyjnego
- ograniczenie emisji gazów cieplarnianych powodujących zmiany klimatu.

Korzyści dla przedsiębiorstw:
- zacieśnienie więzi pracowników wspólnie dojeżdżających, redukcja stresu związanego z jazdą samochodem, poprawa punktualności i wydajności
- brak konieczności budowy dużych parkingów przyzakładowych
- poprawa wizerunku firmy poprzez kreowanie społecznej odpowiedzialności biznesu[8][9].

## Carpooling a autostop
Carpooling bywa nazywany internetowym autostopem lub e-autostopem. Jednak autostop jest spontaniczny i zwykle bezpłatny, natomiast uczestnicy carpoolingu zwykle umawiają się z wyprzedzeniem, a pasażerowie współuczestniczą w kosztach podróży. Kolejną różnicą jest fakt, że przed przejazdem można zapoznać się z profilem współpasażera i kierowcy.